# American Idiot (dal)
Az American Idiot egy dal a Green Day amerikai punk együttes azonos című, 2004-ben megjelent albumáról. A dal 3. lett az Egyesült Királyságban, és 7. Ausztráliában. Kanadában a kislemezlista első helyére került, és ezt a pozíciót 5 hétig tartotta.
A dalt az Ünneprontók ünnepe című film előzetesében is felhasználták, valamint bekerült az Madden NFL 2005 nevű amerikai futball játékba is. Több televíziós műsornak volt fő- vagy végcíme. A Simpson család – A filmben is feltűnik, mielőtt az együttes vízi színpada elsüllyed. Más előadó művészek több alkalommal is feldolgozták a dalt, köztük Avril Lavigne is.

## Videóklip
A szám videóklipjét Samuel Bayer rendezte. Egy nagy, nyitott épületben indul a jelent ahol az együttes tagjai egy hatalmas zöld és fehér amerikai zászló előtt vannak. A dal alatt a tagok különböző trükköket mutatnak be a hangszereikkel, például Tré Cool, aki kiszáll a dob elől és körbefutja a színpadot. Ahogy a videó halad előre, a zöld szín a zászlóról lefolyik, és amikor a szóló rész elkezdődik, a zöld folyadék kirobban a hangfalakból és elárasztja a színpadot. A szám végén a tagok ledobják hangszereiket és lesétálnak a színpadról.

## Fordítás
- Ez a szócikk részben vagy egészben  az   American Idiot (song) című angol Wikipédia-szócikk fordításán alapul.  Az eredeti cikk szerkesztőit annak laptörténete sorolja fel. Ez a jelzés csupán a megfogalmazás eredetét és a szerzői jogokat jelzi, nem szolgál a cikkben szereplő információk forrásmegjelöléseként.